# Johann Elias Grimmel
Johann Elias Grimmel (* 17. November 1703 im Memmingen; † 1759 in Sankt Petersburg) war ein deutscher Maler und Kartograf.

## Leben
Er stammte aus dem Memminger Patriziergeschlecht Grimmel. Seine Eltern waren der Handelsmann Johann Jakob Grimmel (* 7. August 1673) und dessen Ehefrau Anna Margaretha geb. Pilgram (* 30. Juni 1672), Tochter des Steuerschreibers Elias Pilgram. Grimmel war ein Schüler des Malers Johann Friedrich Sichelbein. In Memmingen schuf er u. a. ein Bilderzyklus mit Szenen aus dem Alten Testament, die heute als einzig erhaltene Werke von Grimmel in Memmingen gelten. Von Memmingen nach Wien gereist, immatrikulierte er sich an der kaiserlichen Akademie, wo er zweimal mit der Preismedaille ausgezeichnet wurde. Nach elf Jahren an der Wiener Akademie kam er schließlich auf Initiative des ebenfalls aus Memmingen stammenden Kupferstechers und Kartographen Jacob von Staehlin nach Sankt Petersburg. 1741 lehrte er dort 18 Jahre an der Russische Akademie der Wissenschaften. Später wechselte er an die Akademie der Künste. Sankt Petersburg verdankt Grimmel und seinem Kollegen Staehlin eine Vielzahl allegorischer Gemälde, die in kaiserlichen Schlössern, Privathäusern und Museen, wie in der Eremitage ausgestellt wurden.

## Werke (Auswahl)

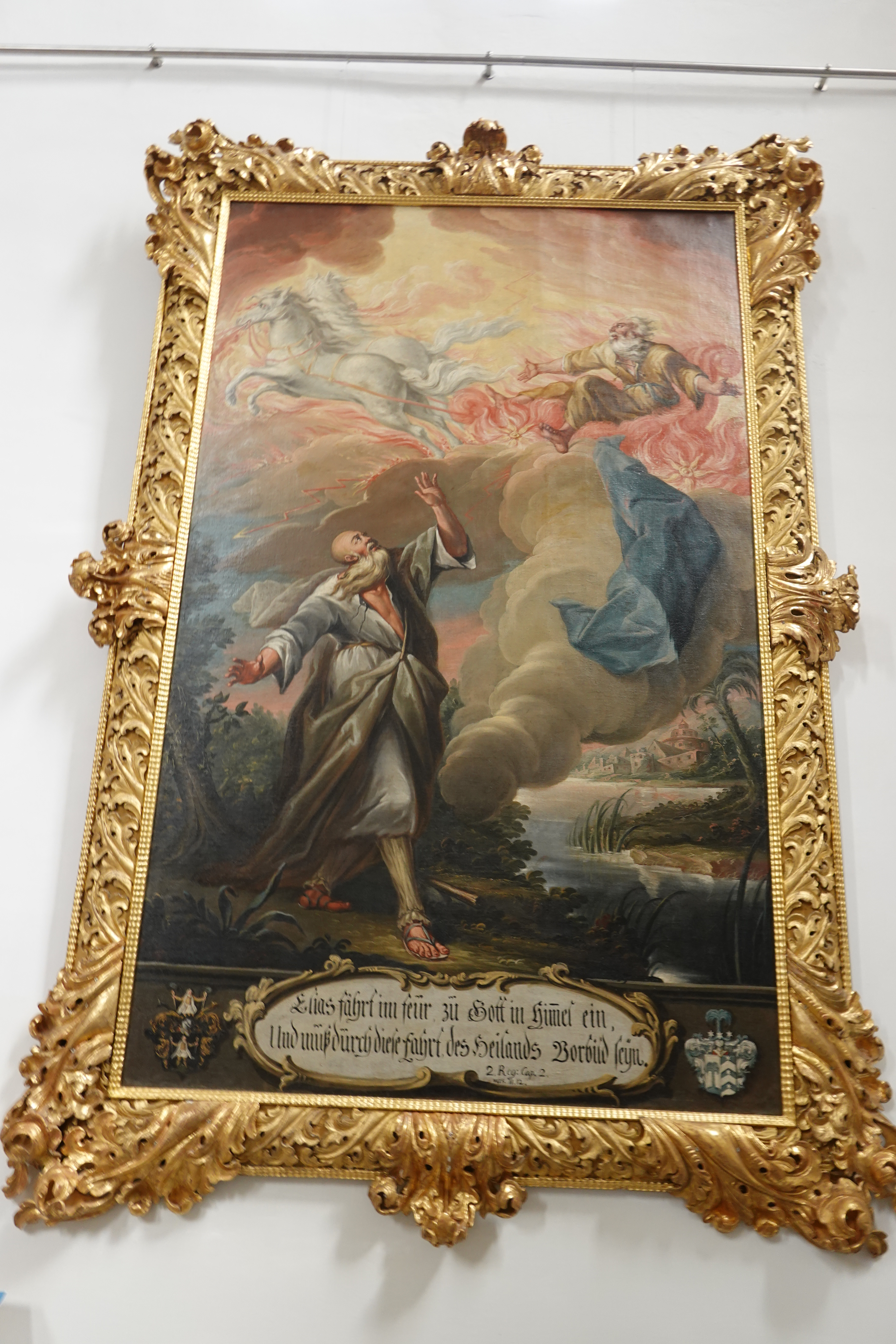
Die Himmelfahrt des Propheten Elias, 1739
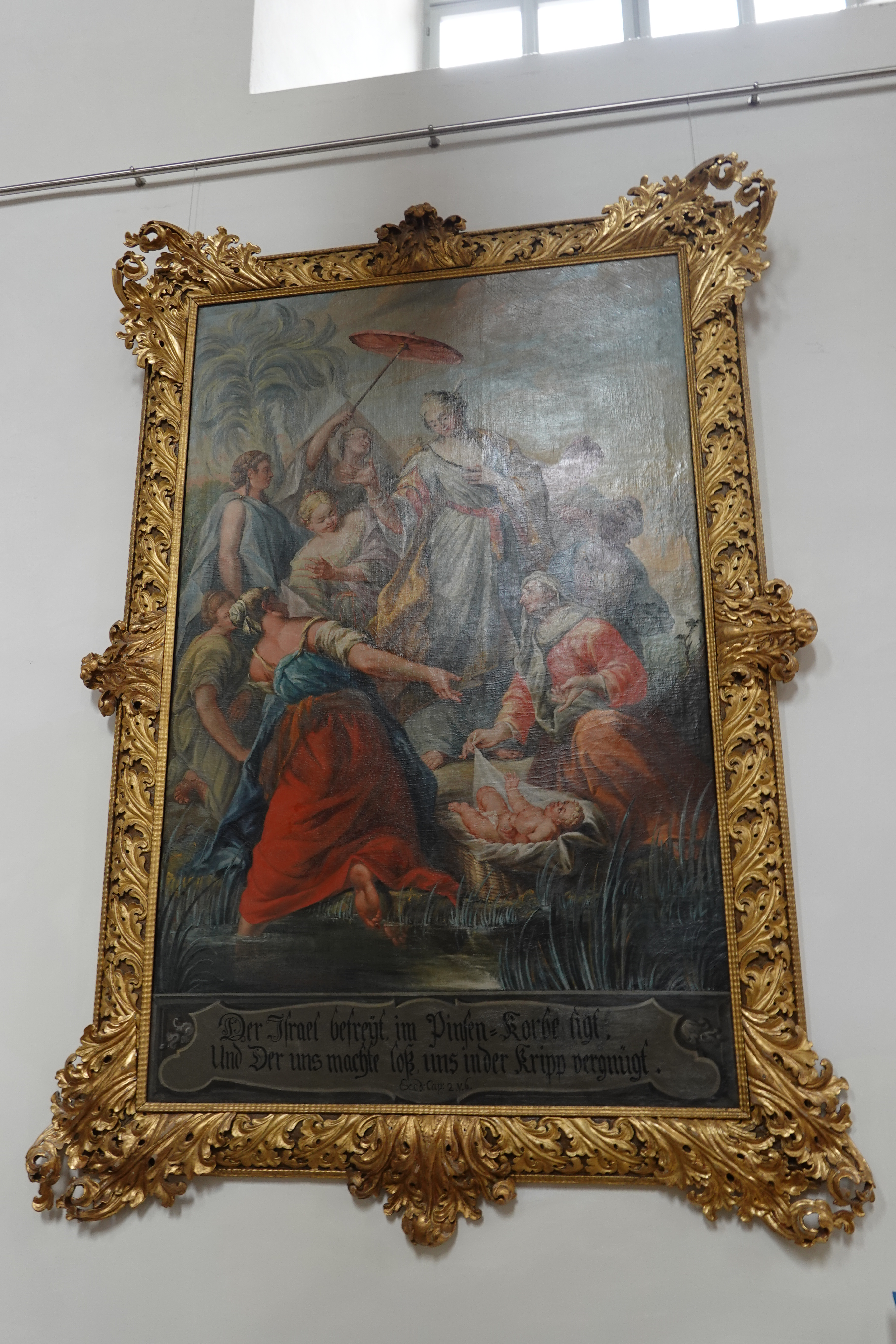
Die Auffindung von Moses am Nil, 1738
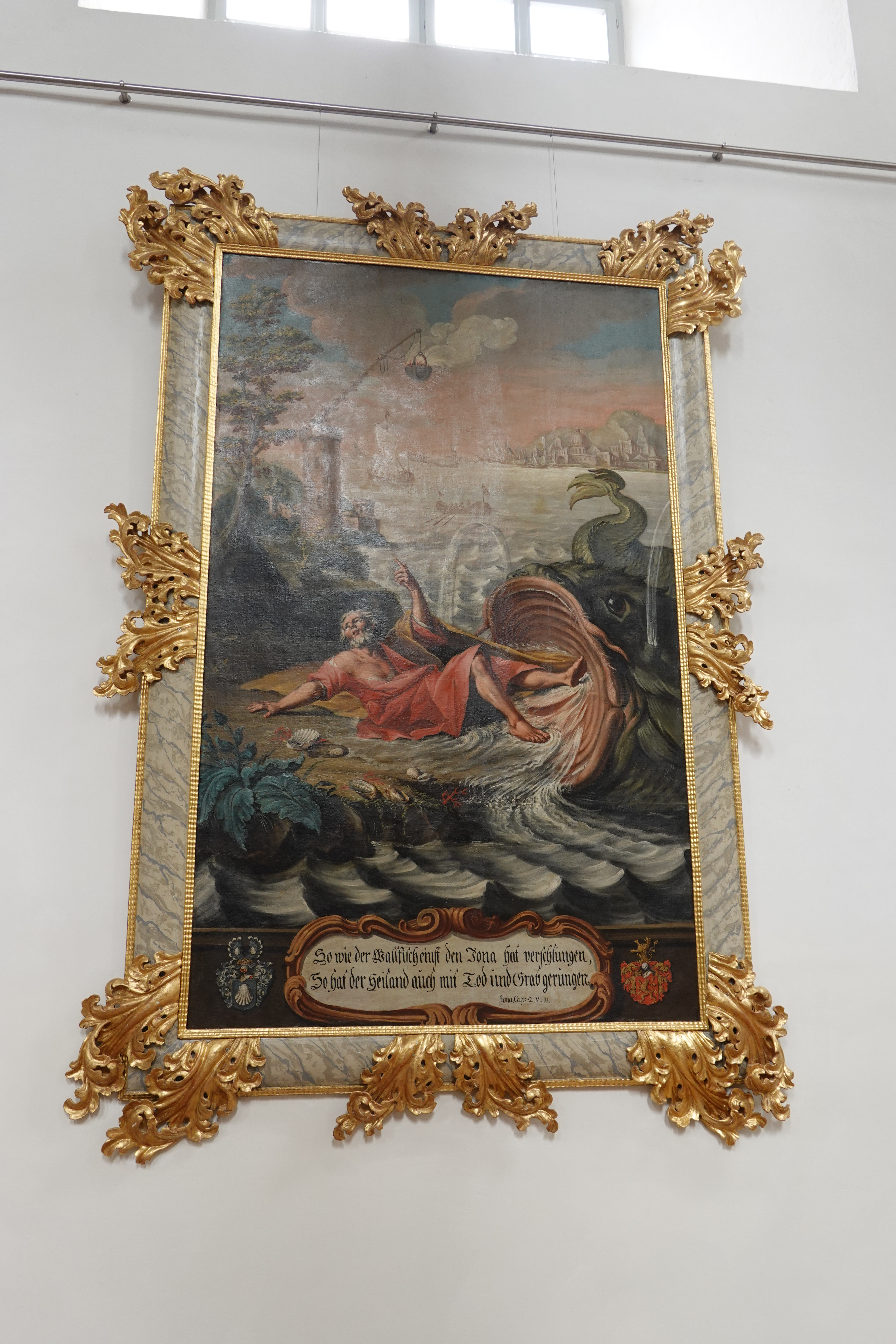
Jonas vom Walfisch ausgeworfen, 1739